# جون لويد كروز
جون لويد كروز هو مقدم تلفزيوني وممثل فلبيني، ولد في 24 يونيو 1983 بباساي في الفلبين.

## وصلات خارجية
- جون لويد كروز على موقع IMDb (الإنجليزية)
- جون لويد كروز على موقع ألو سيني (الفرنسية)
- جون لويد كروز على موقع ميوزك برينز (الإنجليزية)
- جون لويد كروز على موقع أول موفي (الإنجليزية)
- جون لويد كروز على موقع قاعدة بيانات الفيلم (الإنجليزية)
- جون لويد كروز على موقع كينوبويسك (الروسية)